# Singureni (Rîșcani)
Singureni è un comune della Moldavia situato nel distretto di Rîșcani di 1.620 abitanti al censimento del 2004. Il paesino ha una superficie di circa 1,52 km², con un perimetro di 5,17 km. Singureni si trova a circa 40 km dalla città di Rîșcani e a circa 145 km da Chișinău.  
All'inizio del XX secolo, la popolazione del villaggio arrivava a circa 800 persone. Il paese contava: 91 case, una chiesa in onore della Sfânta Cuvioasă Parascheva e una scuola in lingua russa, finanziata dalla chiesa di San Spiridione di Iași. 

## Storia
Durante la seconda guerra mondiale, varie forze aeree dell'URSS e della Germania nazista si stabilirono a Singureni, in quanto la principale base aerea militare era situata a Bălți, città situata a 13 km. 

## Popolazione
Al censimento del 2004 risultava che la popolazione fosse: al 47,96% uomini e al 52,04%  donne. La struttura etnica della popolazione era: 98,27% moldavi, 0,56% ucraini, 0,80% russi, 0,06% bulgari e 0,31% altre etnie.